# Akademia (Litwa)
Akademia (lit. Akademija) – miasteczko na Litwie, w okręgu kowieńskim, w rejonie kowieńskim; 2807 mieszkańców (2011).

## Historia
W 1964 do ówczesnej podkowieńskiej wsi Noreikiškės przeniesiono Litewski Uniwersytet Rolniczy. Wokół uczelni zaczęła wyrastać osada, która w 1999 roku uzyskała status miasteczka i została nazwana Akademija. Obejmuje swym zasięgiem część wsi Noreikiškės oraz część wsi Ringaudai.